# Fagopyrum snowdenii
Fagopyrum snowdenii är en slideväxtart som först beskrevs av Hutch. & Dandy, och fick sitt nu gällande namn av S.P. Hong. Fagopyrum snowdenii ingår i släktet boveten, och familjen slideväxter. Inga underarter finns listade i Catalogue of Life.